# 楊東駅
楊東駅（ヤンドンえき）は、大韓民国京畿道楊平郡にある、韓国鉄道公社（KORAIL）中央線の駅である。一部のムグンファ号が停車する。

## 駅構造
- 島式ホーム2面4線の地平駅。首都圏電鉄京義・中央線を当駅を経由し原州駅まで延伸する計画も存在[1]するため、一部のホームは嵩上げされている。

### のりば
| 1 | 中央線 | 待避線               |                            |
| 2 | 中央線 | ムグンファ号・ヌリロ | 安東・原州・釜田・江陵方面 |
| 3 | 中央線 | ムグンファ号・ヌリロ | 楊平・清凉里方面           |
| 4 | 中央線 | 待避線               |                            |

## 歴史
- 1940年4月1日：開業。
- 2006年11月5日：貨物取扱停止。
- 2012年9月25日：龍門駅 - 西原州駅間の新線が全通。
- 2013年3月21日：新駅舎竣工。

## 隣の駅
韓国鉄道公社
中央線 
梅谷駅 - 楊東駅 - 三山駅